# カヴァ
カヴァ（学名: Piper methysticum）はコショウ科コショウ属に属する低木の1種（図1）、またそれから作られる嗜好飲料のことである。嗜好飲料であるカヴァは穏やかな鎮静作用・抗不安作用があるとされ、南太平洋のメラネシアからポリネシアにまたがる地域 (フィジー、トンガ、サモア、ハワイなど) で特に宗教的、社会的な儀礼において飲まれる。カヴァ (kava) はトンガ語で「苦い」を意味し、カバ、カバカバ、カヴァカヴァとも表記される。ハワイ語ではアヴァ ('awa)、フィジー語ではヤンゴーナ (yangona)、ポンペイ語ではシャカオ (sakau) とよばれる。

## 特徴
高さ 2–4メートル (m) ほどの低木であり、地表面直下で多数に分枝している (下図2a)。主枝は直径 1–3センチメートル (cm)、緑色から赤褐色、紫褐色、節が膨らんでおり、葉痕が残る (下図2b)。葉は互生し、ハート形、10-30 × 8-23 cm、先端は尖り、無毛または細かい毛が密生、葉脈は掌状、托葉は大型で宿存性、葉柄は長さ 2–7 cm (下図2c)。
雌雄異株 (まれに雌雄同株)、花序は頂生または葉に対生状につき、穂状、長さ 3–9 cm (上図2c)。花は単性で小さく、花被を欠き、雄花は雄しべを2個、雌花は雌しべ1個からなる。果実は液果、種子を1個含む。
ほとんどが雄木であり、雌木はまれである。有性生殖はほとんど行わず、栄養繁殖を行う。株は15–30年生きる。

## 分布・生態
南太平洋のサンタクルーズ諸島、バヌアツが原産地とされ、フィジー、ウォリス・フツナ、カロリン諸島、トンガ、サモア、ニウエ、クック諸島、ソシエテ諸島、マルキーズ諸島、ハワイなどにも分布している。
気温20–35℃、降水量 1,000–3,000 mm の環境に生育し、水はけのよい土壌、若木は日陰、成木は日当りのよい環境を好む。
栽培においては、アブラムシによって媒介されるキュウリモザイクウイルスによる立枯病、Glomerella (子嚢菌) による炭疽病、ゾウムシの1種 (Elytroteinous subtruncatus) による食害などが問題となる。

## 人間との関わり

### 利用
カヴァが分布するオセアニア東部では、樹皮を剥いだ根茎や根を細かく砕いたものに水を加えて漉したものを飲用とする（下図3）。見た目は泥水のようであり、飲むと舌に軽い麻痺をもたらす。カヴァには穏やかな鎮静作用・抗不安作用があり、また酩酊感をもたらすとされ、この地域では嗜好飲料として飲まれている。
カヴァはオセアニアの社会において、宗教的あるいは社会的な儀礼 (結婚式、収穫祭など) に用いられてきた (下図4a, b)。このような場では、カヴァは大きなボウルでつくられ、ヤシの実を半分にした器で飲まれる (下図4a–c)。地域によって、作り方や飲み方、飲む順番などに厳しい作法がある。一方で近年では日常的に飲まれることもあり、ハワイやバヌアツなどにはカヴァを振る舞うバー (カヴァ・バー、アヴァ・バー、シャカオ・バー) が営業されている (下図4d)。
カヴァは鎮静作用があるとされ、歯痛、腹痛、腰痛、関節痛、呼吸器疾患などに対する民間薬としても用いられることがある。
上記のようにカヴァは嗜好飲料や民間薬として利用されており、そのための栽培が行われている。またカヴァには多数の品種があり、酩酊の度合いが異なるともされる。

### 成分
カヴァラクトン (カバラクトン、kavalactone) と総称されるラクトンを含み、主なものとしてメチスチシン (methysticin; 下図5a)、ジヒドロメチスチシン (dihydromethysticin; 下図5b)、カバイン (kavain; 下図5c)、ジヒドロカバイン (dihydrokavain; 下図5d)、ヤンゴニン (yangonin; 下図5e)、ジメトキシヤンゴニン (dimethoxyyangonin) などがある。その他にフラボカビン (flavokavin) や、アルカロイドであるピペルメチスチン (pipermethystine; 下図5e) など) を含む。これら成分と有効性・毒性との関係は、よくわかっていない。

### 健康被害と規制
20世紀末頃からカヴァの抽出成分が抗不安薬として欧米で利用されるようになったが、これと関連した死亡例を含む肝疾患が多く報告されるようになった。ただしこのような肝疾患の正確な原因は不明である。大量摂取や茎葉の混入、他のハーブとの併用が原因との意見もある。
内因性うつ病患者、妊婦、授乳婦は使用禁忌とされる。日本では、カヴァ（カバ）は全草が医薬品として使用される成分本質に該当するため全草を食品に使用することはできず、またカヴァを含む製品は無承認無許可医薬品として監視取締の対象となっている。欧米では販売が禁止されている国や、使用が制限されている国、危険性が勧告されている国がある。